# Dactylochelifer lobatschevi
Dactylochelifer lobatschevi är en spindeldjursart som beskrevs av Krumpál och Andreas Kiefer 1982. Dactylochelifer lobatschevi ingår i släktet Dactylochelifer och familjen tvåögonklokrypare. Inga underarter finns listade i Catalogue of Life.